# Учение и завети
Учение и завети (Doctrine and Covenants) е една от свещените писания на мормонизма.
Съществува в няколко версии. Двете главни версии са тази на Църквата на Исус Христос на светиите от последните дни и тази на Реорганизираната църква на Исус Христос на светиите от последните дни.
Главната разлика между двете версии е втова, че във версията на по-голямата мормонска църква след смъртта на Джозеф Смит почти не са добавени части, докато във версията на по-малката мормонска църква свещеното писание последователно се допълва с всички изказвания на актуалния ръководител на църквата, смятани за пророчества. Също така има разлика по отношение на въпроса кои изказвания на Джозеф Смит са пророчества и кои не са.